# Total Direct Energie/2020
Deze pagina geeft een overzicht van de Total Direct Energie-wielerploeg in 2020.

## Algemeen
Hoofdsponsor: Total Direct Energie
Algemeen manager: Jean-René Bernaudeau
Ploegleiders: Dominique Arnould, Benoît Génauzeau, Morgan Lamoisson, Lylian Lebreton, Alexis Loiseau en Thibaut Macé
Fietsen: Wilier Triestina

## Renners
| Naam               | Geboortedatum | Nationaliteit | Ploeg 2019                   |
| ------------------ | ------------- | ------------- | ---------------------------- |
| Leonardo Bonifazio | 20-03-1991    | Italië        | Sangemini-Trevigiani-MG.Kvis |
| Niccolò Bonifazio  | 29-10-1993    | Italië        |                              |
| Mathieu Burgaudeau | 17-11-1998    | Frankrijk     |                              |
| Jérémy Cabot       | 24-07-1991    | Frankrijk     | neo                          |
| Lilian Calmejane   | 06-12-1992    | Frankrijk     |                              |
| Romain Cardis      | 12-08-1992    | Frankrijk     |                              |
| Jérôme Cousin      | 05-06-1989    | Frankrijk     |                              |
| Marlon Gaillard    | 09-05-1996    | Frankrijk     | neo                          |
| Damien Gaudin      | 20-08-1986    | Frankrijk     |                              |
| Fabien Grellier    | 31-10-1994    | Frankrijk     |                              |
| Jonathan Hivert    | 23-03-1985    | Frankrijk     |                              |
| Pim Ligthart       | 16-06-1988    | Nederland     |                              |
| Florian Maitre     | 03-09-1996    | Frankrijk     | neo                          |
| Lorrenzo Manzin    | 26-07-1994    | Frankrijk     | Vital Concept-B&B Hotels     |
| Paul Ourselin      | 13-04-1994    | Frankrijk     |                              |
| Adrien Petit       | 26-09-1990    | Frankrijk     |                              |
| Simon Sellier      | 04-01-1995    | Frankrijk     |                              |
| Romain Sicard      | 01-01-1988    | Frankrijk     |                              |
| Julien Simon       | 04-10-1985    | Frankrijk     | Cofidis, Solutions Crédits   |
| Geoffrey Soupe     | 22-03-1988    | Frankrijk     | Cofidis, Solutions Crédits   |
| Rein Taaramäe      | 24-04-1987    | Estland       |                              |
| Niki Terpstra      | 18-05-1984    | Nederland     |                              |
| Anthony Turgis     | 16-05-1994    | Frankrijk     |                              |
| Dries Van Gestel   | 30-09-1994    | België        | Sport Vlaanderen-Baloise     |

### Stagiairs
| Naam            | Geboortedatum | Nationaliteit |                  |
| --------------- | ------------- | ------------- | ---------------- |
| Valentin Ferron | 08-02-1998    | Frankrijk     | vanaf 1 augustus |

### Vertrokken
| Naam             | Geboortedatum | Nationaliteit | Ploeg 2020   |
| ---------------- | ------------- | ------------- | ------------ |
| Thomas Boudat    | 24-02-1994    | Frankrijk     | Arkéa-Samsic |
| Jérémy Cornu     | 07-08-1991    | Frankrijk     | gestopt      |
| Yohann Gène      | 25-06-1981    | Frankrijk     | gestopt      |
| Axel Journiaux   | 20-05-1995    | Frankrijk     | gestopt      |
| Bryan Nauleau    | 17-03-1988    | Frankrijk     | gestopt      |
| Alexandre Pichot | 06-02-1983    | Frankrijk     | gestopt      |
| Perrig Quéméneur | 26-04-1984    | Frankrijk     | gestopt      |
| Angélo Tulik     | 02-12-1990    | Frankrijk     | gestopt      |

## Overwinningen
| La Tropicale Amissa Bongo 7e etappe: Lorrenzo Manzin Ronde van Saudi-Arabië 2e etappe: Niccolò Bonifazio Parijs-Nice 5e etappe: Niccolò Bonifazio Route d'Occitanie Bergklassement: Lilian Calmejane |

2000 · 2001 · 2002 · 2003 · 2004 · 2005 · 2006 · 2007 · 2008 · 2009 · 2010 · 2011 · 2012 · 2013 · 2014 · 2015 · 2016 · 2017 · 2018 · 2019 · 2020 · 2021 · 2022 · 2023 · 2024 · 2025
Burgos-Burpellet-BH · Caja Rural-Seguros RGA · Equipo Kern Pharma · Euskaltel-Euskadi · Israel-Premier Tech · Lotto · Q36.5 Pro Cycling Team · Solution Tech-Vini Fantini · Team Corratec-Vini Fantini · Team Flanders-Baloise · Team Novo Nordisk · Polti VisitMalta · TotalEnergies · Tudor Pro Cycling Team · Unibet Tietema Rockets · Uno-X Mobility · VF Group-Bardiani CSF-Faizanè · Wagner Bazin WB
Zie ook: UCI ProSeries · Continental Circuits